# Straum
Straum est une localité du comté de Nordland, en Norvège.

## Géographie
Administrativement, Straum fait partie de la kommune de Bodø.